# Provincie Terni
Terni (Provincia di Terni) je italská provincie v oblasti Umbrie. Sousedí na severu s provincií Perugia, na západě s provincií Viterbo, na východě s provincií Rieti a na severozápadě s provincií Siena.

## Okolní provincie
| Růžice kompasu | Siena           |  | Perugia | Růžice kompasu |
| Růžice kompasu | Sever           |  |         | Růžice kompasu |
| Růžice kompasu | Provincie Terni |  |         | Růžice kompasu |
| Růžice kompasu | Jih             |  |         | Růžice kompasu |
| Růžice kompasu | Viterbo         |  | Rieti   | Růžice kompasu |